# Jeedimakalapalli (P), Srinivaspur
Jeedimakalapalli (P) là một làng thuộc tehsil Srinivaspur, huyện Kolar, bang Karnataka, Ấn Độ.